# Steenwijk
Steenwijk – miasto w Holandii w prowincji Overijssel w gminie Steenwijkerland. Największa miejscowość gminy. Do 2001 roku samodzielna gmina, po reformie administracyjnej miasto zostało włączone do poszerzonej gminy obejmującej okoliczne miejscowości Blokzijl oraz Vollenhove.

## Historia
Prawa miejskie Steenwijk uzyskał w 1327 roku. W czasie wojny osiemdziesięcioletniej miasto zostało w 1581 roku zdobyte przez armię hiszpańską, zwrócone powstałemu w wyniku wojny państwu holenderskiemu w 1592 roku. Miasto w przeszłości obwarowane, dziś w centrum jedynie niewielkie pozostałości murów miejskich oraz wałów ziemnych.